# (Z)-二苯基乙烯
(Z)-二苯基乙烯是芳基乙烯的一种，这种烃类由顺式的乙烯连接苯基基团所组成。与(E)-二苯基乙烯互为顺反异构体。 

## 化学
- 二苯基乙烯与共轭烯烃具有相似的化学特性，如：二芳基乙烯。
- 二苯基乙烯在UV紫外线的照射下可以发生光照异构化反应。